# 有年站
有年站（日语：／ Une eki */?）是位於兵庫縣赤穗市有年橫尾，西日本旅客鐵道（JR西日本）山陽本線的車站。

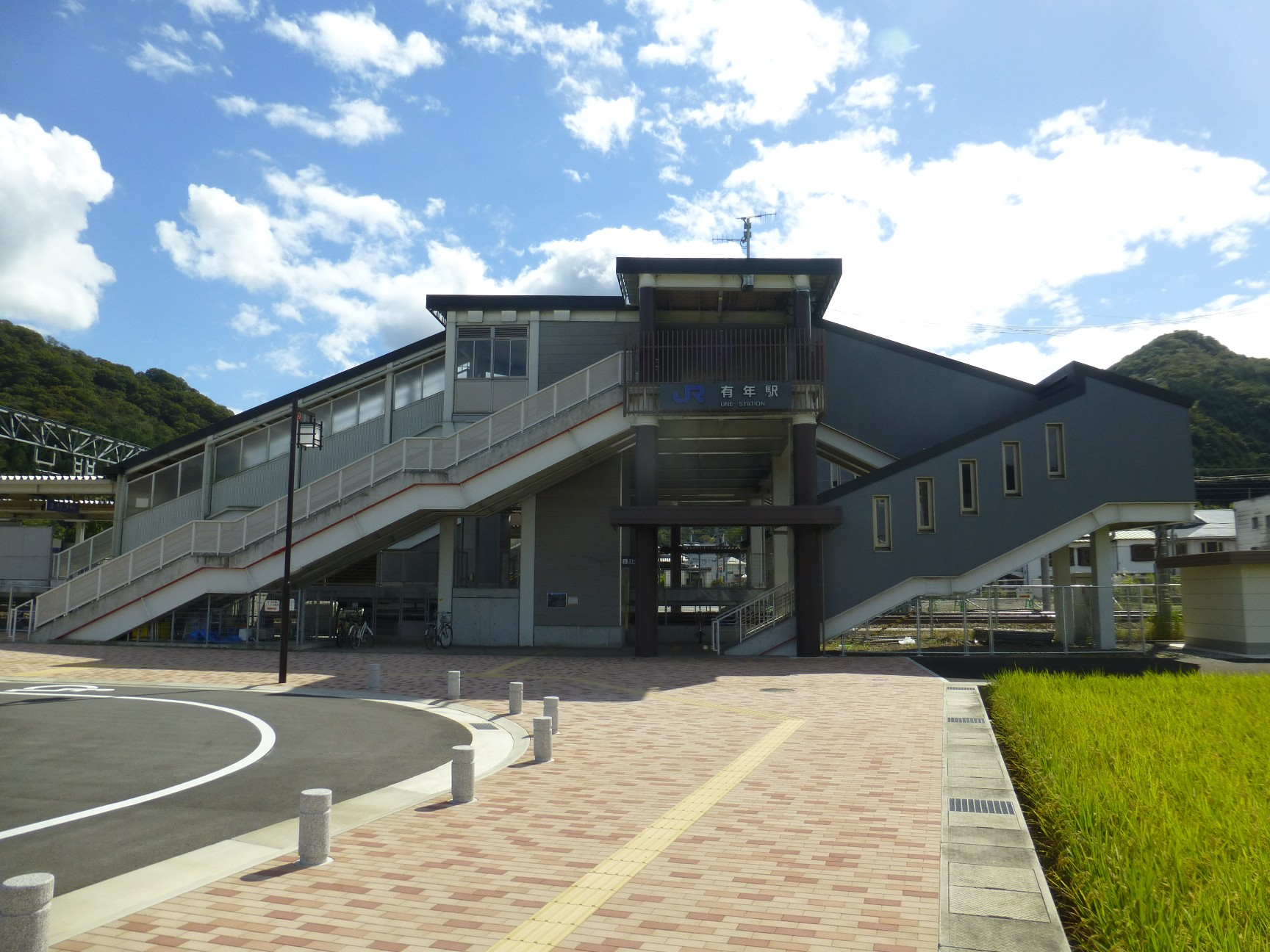
北口（2018年10月）

## 歷史
- 1890年（明治23年）

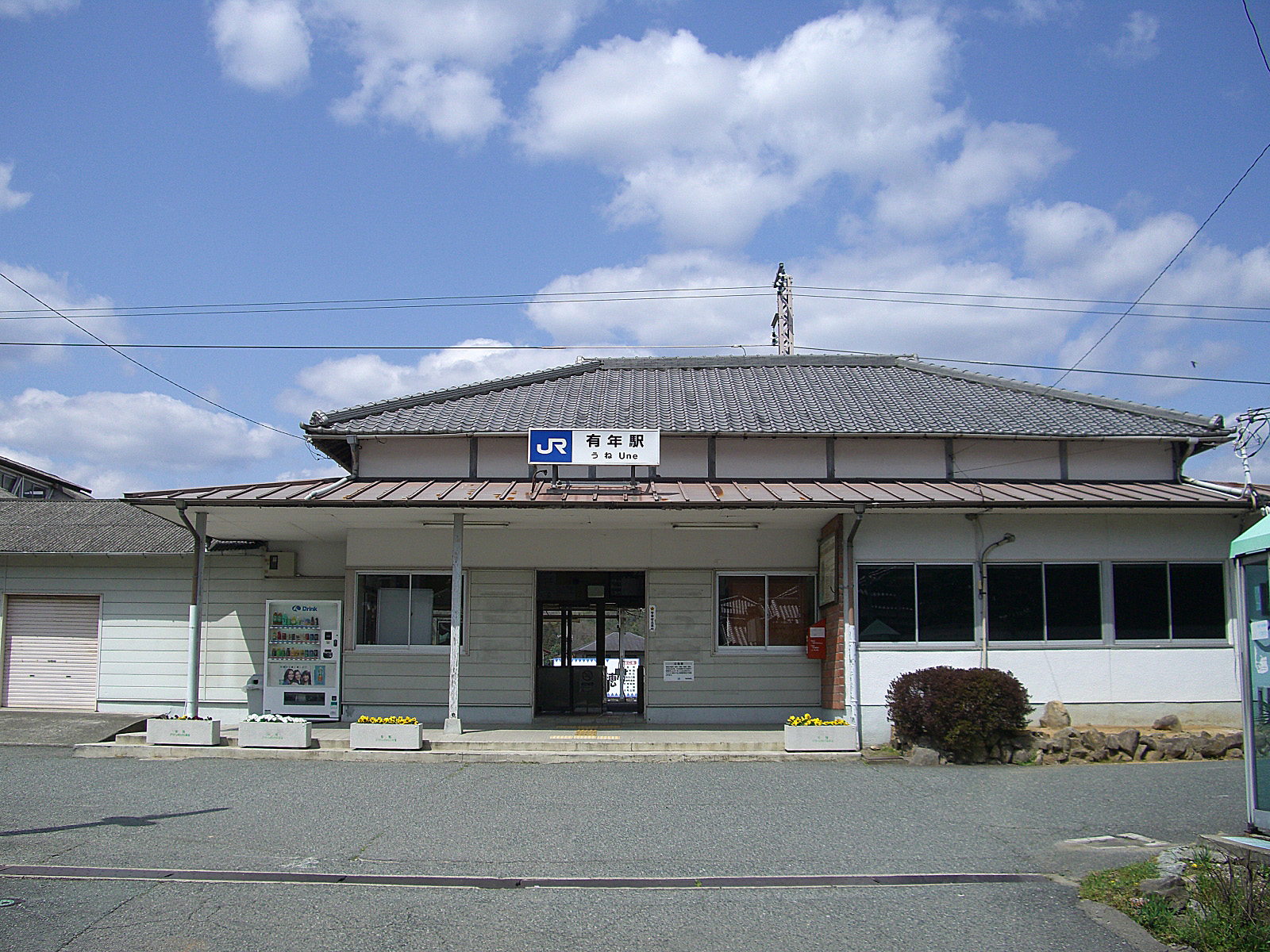
地面車站時代的站房

  - 7月10日 - 山陽鐵道龍野站至此站開通，此站啟用[1]。為旅客、貨運車站。
    - 當時車站位於兵庫縣赤穗郡有年村（日语：有年村）橫尾。

  - 12月1日 - 山陽鐵道延長至三石站，成為中途站。
- 1906年（明治39年）12月1日 - 山陽鐵道國有化（日语：鉄道国有法），成為官設鐵道車站。
- 1921年（大正10年）4月14日 - 赤穗鐵道（日语：赤穂鉄道）開業。
- 1951年（昭和26年）12月12日 - 赤穗鐵道廢止。
- 1955年（昭和30年）4月1日 - 有年村編入至赤穗市，車站位於兵庫縣赤穗市有年橫尾。
- 1961年（昭和36年）6月1日 - 終止貨物起卸業務。
- 1987年（昭和62年）4月1日 - 伴隨國鐵分割民營化，車站由西日本旅客鐵道（JR西日本）營運。
- 2013年（平成25年）3月16日 - 新2號月台開始使用。
- 2014年（平成26年）4月30日 - 新設北出口閘口。
- 2016年（平成28年） - 新1號月台工程完成。
- 2017年（平成29年）10月1日 - 跨站式站房全面開始使用。並整日成為無人車站。
- 2018年（平成30年）9月15日 - 此站可以使用IC卡ICOCA[2]。

## 車站構造

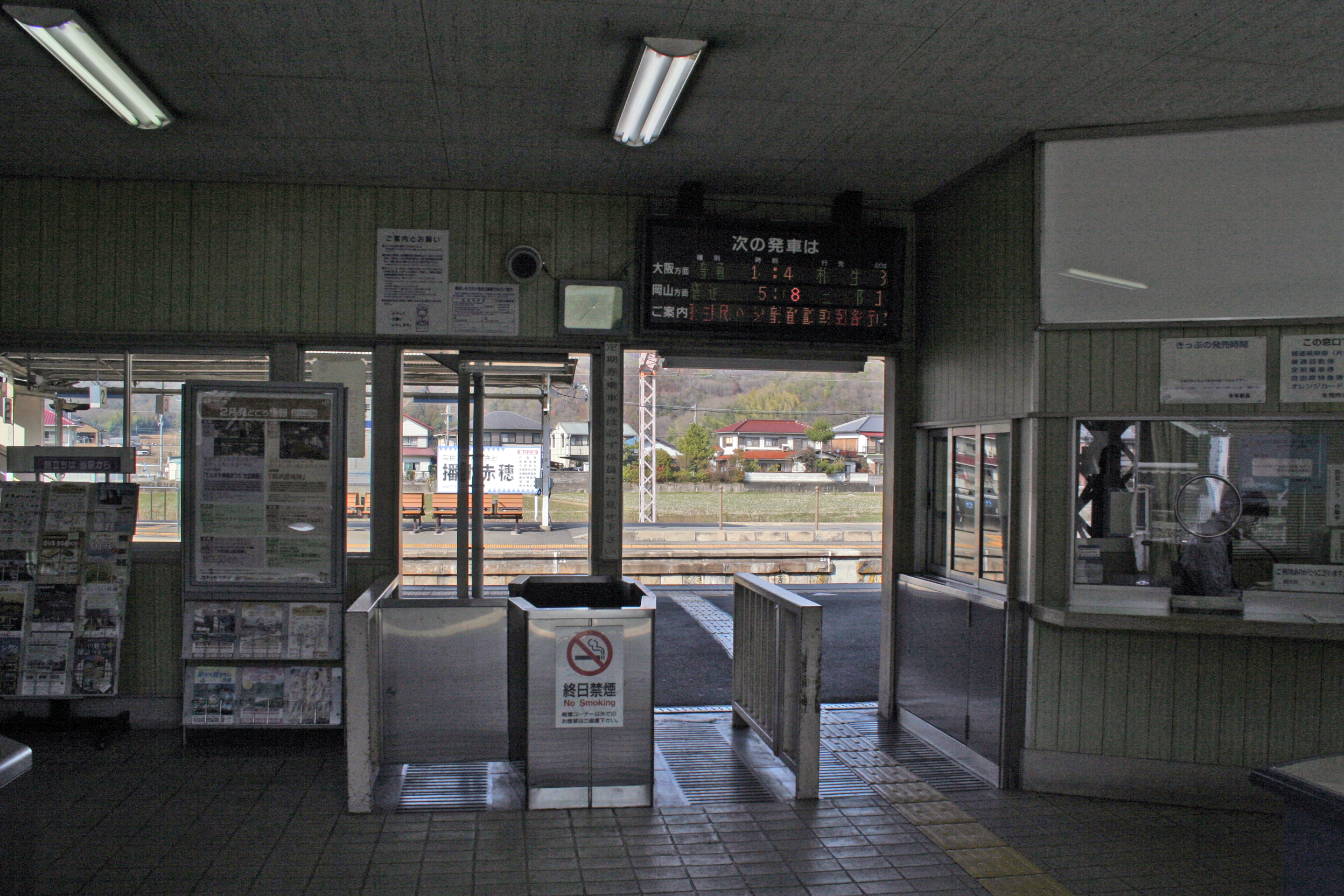
地面車站時代的閘口（2009年2月）

車站是一座設有跨站式站房的地面車站，設有2面2線的相對式月台，月台是建設彎位上。
在舊車站大樓時代，此站為直營車站（由相生站管理），設有POS終端機發售車票。在跨站式站房啟用後成為整日無人車站。舊車站大樓是兵庫縣現存最古老的車站大樓（在此車站大樓拆卸後，縣內最古老的車站大樓為明治27年建成的播但線香呂站和鶴居站）。現時在兵庫縣山陽本線中，設有兩座車站沒有綠色窗口其中一座。
在成為無人車站後，車站事務室、櫃臺與有人閘口空間均封閉上鎖。此站設有ICOCA等交通系IC卡增值機、自動售票機與簡易型自動閘機。
在2012年夏季開始建設跨站式站房，當初預計2015年竣工，但由於工程延誤，最後在2017年10月1日完工。在工程期間，2013年3月起上行本線外側新設月台，在2016年舊2號月台成為下行線月台。截至2017年7月，由於跨站式站房的公眾通道南出口一邊的樓梯與車站事務室、閘口尚未完工，因此設置了臨時通道連接1號月台與舊車站大樓。
此站是米原站至上郡站之間唯一沒有使用「JR京都・神戶線運行管理系統」型自動廣播系統的車站（近江鹽津站至坂田站之間與長濱站使用運行管理系統型廣播），此站是使用永樂型自動廣播（所有月台為簡易型廣播。以前1號月台是使用簡單廣播資訊，2・3號月台為詳細廣播資訊）。此外，列車進站音樂會使用「細波」初期音樂。關於LED式列車資訊裝置，在改建車站大樓前設有1部，在改建後再沒有設置。

### 月台
| 月台 | 路線     | 方向 | 目的地         |
| ---- | -------- | ---- | -------------- |
| 1    | 山陽本線 | 下行 | 上郡、岡山方向 |
| 2    | 山陽本線 | 上行 | 相生、姬路方向 |

## 時間表
在上行班次中，日間每小時設有2班列車停站，均前往鄰站相生站。在早上和黃昏時段每小時設有1至3班列車停站，均直通至姬路方向，早上數班快速會前往京都站或遠地方。
在下行班次中，日間每小時設有2班列車停站，其中1班會以鄰站上郡站為終點站，另1班會前往岡山方向。在下午4至5時時段會有2班前往岡山方向。

## 使用狀況
根據《兵庫縣統計書》，在2017年（平成29年）度1日平均乘車人次為281人。
以下為車站近年1日平均乘車人次：
| 年度   | 1日平均 乘車人次 |
| ------ | ---------------- |
| 2000年 | 585              |
| 2001年 | 543              |
| 2002年 | 514              |
| 2003年 | 498              |
| 2004年 | 478              |
| 2005年 | 435              |
| 2006年 | 401              |
| 2007年 | 357              |
| 2008年 | 320              |
| 2009年 | 300              |
| 2010年 | 289              |
| 2011年 | 284              |
| 2012年 | 288              |
| 2013年 | 308              |
| 2014年 | 295              |
| 2015年 | 307              |
| 2016年 | 283              |
| 2017年 | 281              |

## 車站周邊
- 有年原、田中遺蹟公園
- 赤穂聯繫之森
- Kaboom有年（甲蟲飼養設施）
- 有年郵局
- JA兵庫西（日语：JA兵庫西）有年分店
- 國道2號
- 國道373號（日语：国道373号）
- 赤穗市內循環巴士（由良之助）「JA有年」巴士站

## 相鄰車站
西日本旅客鐵道
 山陽本線（包含赤穗線直通列車）
■新快速、■普通（西明石站以東為快速列車班次）
相生－有年－上郡

### 曾經存在的路線
赤穗鐵道
赤穗鐵道線
有年－富原

## 外部連結
- 有年｜車站資訊：JR出門網 - 西日本旅客鐵道